# Чига

Чига (кіга) — один з народів, що населяють Уганду, що розмовляє мовою кіга (ручига). Проживає також на півночі Руанди. Назву народу чига було взято з мови сусіднього з ним народу, і в перекладі це слово означає «горяни» (Rekdal 1999: 462). На кінець 2002 року чисельність населення оцінювалася приблизно в 1.7 млн осіб, або 8 % всього населення Уганди.

## Історія
Народ чига сформувався в XVII—XIX ст., на основі корінного населення і численних груп бантумовного населення, які мігрували в гірський район Кігесі, рятуючись від воєн на територіях Руанди, Мпороро і Нкоре. Вони говорили на діалекті Lunyankole, який з часом був збагачений значною домішкою діалекту Lunyaruanda. В цей час не існувало єдиного правового або морального співтовариства народу чига. Різні клани народу, і навіть їх субклани, перебували в постійній ворожнечі один з одним: влаштовували набіги на велику рогату худобу, а іноді навіть відкриті бої.
Орден Ньябінгі, легендарної цариці Уганди, убитої колонізаторами, мав великий вплив в цій боротьбі, яка сприяла також процесу етнічної консолідації, що триває і в наш час.
Завдяки цій консолідації південно-західна частина Кігесі і на сьогоднішній день залишається густонаселеним районом. Однак треба з великою обережністю визначати причини щільності населення в ньому. Без сумнівів, важливу роль відіграє те, що район заселяє народ чига і споріднені з ним народи, які традиційно є хліборобами. Район знаходиться на висоті понад 1500 метрів, в ньому відсутня муха цеце, переважають ділянки з родючими ґрунтами і багатими опадами, але існує також велика кількість негативних факторів, такі як болота, круті схили і розріджені кам'янисті ґрунти. Оскільки на схід умови для сільського господарства гірше, там характерні менш рясні опади, присутність мухи цеце і зростання ролі скотарства в національній економіці, щільність населення різко скорочується (Trewartha 1957: 47).